# La Zarza (Badajoz)
La Zarza je španělská obec situovaná v provincii Badajoz (autonomní společenství Extremadura).

## Poloha
Obec je obklopena pohořím Sierra del Calvario. Od Méridy je vzdálena 26 km a od Badajozu 63 km. Nachází se v okrese Tierra de Mérida - Vegas Bajas a soudním okrese Mérida.

## Historie
V roce 1594 tvořila obec část provincie León de la Orden de Santiago a čítala 358 obyvatel. V roce 1834 se obec stává součástí soudního okresu Mérida. V roce 1842 čítala obec 695 usedlostí a 2410 obyvatel.

## Odkazy

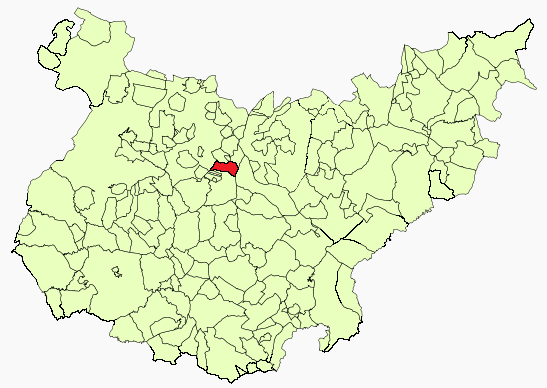
Poloha obce v provincii Badajoz

## Demografie
| Populace obce La Zarza z let (1842–2010) | Populace obce La Zarza z let (1842–2010) | Populace obce La Zarza z let (1842–2010) | Populace obce La Zarza z let (1842–2010) | Populace obce La Zarza z let (1842–2010) | Populace obce La Zarza z let (1842–2010) | Populace obce La Zarza z let (1842–2010) | Populace obce La Zarza z let (1842–2010) | Populace obce La Zarza z let (1842–2010) | Populace obce La Zarza z let (1842–2010) | Populace obce La Zarza z let (1842–2010) | Populace obce La Zarza z let (1842–2010) | Populace obce La Zarza z let (1842–2010) | Populace obce La Zarza z let (1842–2010) | Populace obce La Zarza z let (1842–2010) | Populace obce La Zarza z let (1842–2010) | Populace obce La Zarza z let (1842–2010) | Populace obce La Zarza z let (1842–2010) |
| ---------------------------------------- | ---------------------------------------- | ---------------------------------------- | ---------------------------------------- | ---------------------------------------- | ---------------------------------------- | ---------------------------------------- | ---------------------------------------- | ---------------------------------------- | ---------------------------------------- | ---------------------------------------- | ---------------------------------------- | ---------------------------------------- | ---------------------------------------- | ---------------------------------------- | ---------------------------------------- | ---------------------------------------- | ---------------------------------------- |
| 1842                                     | 1857                                     | 1860                                     | 1877                                     | 1887                                     | 1897                                     | 1900                                     | 1910                                     | 1920                                     | 1930                                     | 1940                                     | 1950                                     | 1960                                     | 1970                                     | 1981                                     | 1991                                     | 2001                                     | 2010                                     |
| 2 410                                    | 3 002                                    | 2 895                                    | 2 938                                    | 3 258                                    | 3 211                                    | 3 390                                    | 3 868                                    | 4 004                                    | 4 360                                    | 4 590                                    | 5 055                                    | 5 114                                    | 3 947                                    | 3 472                                    | 3 643                                    | 3 615                                    | 3 621                                    |